# Conflitto di competenza
Un conflitto di competenza, in diritto, è una situazione di contrasto che si verifica quando due o più organi contemporaneamente affermano o negano la propria competenza riguardo ad una determinata questione.

## Caratteri
Se gli organi sono giurisdizionali prende il nome di conflitto di giurisdizione, mentre se sono amministrativi prende il nome di conflitto di amministrazione (termine, peraltro, di non frequente utilizzo, preferendosi parlare semplicemente di conflitto di competenza).
Il conflitto di competenza può essere positivo se i soggetti in conflitto affermano entrambi la propria competenza sulla materia, oppure negativo se entrambi i soggetti la negano (e, quindi, affermano la propria incompetenza).
Il conflitto può investire situazioni in corso, cioè già verificatesi (nel qual caso è detto reale), oppure può precedere il verificarsi di situazioni concrete, discutendosi così di situazioni future possibili nel verificarsi (nel qual caso è detto virtuale).

## Caratteristiche concettuali
Poiché gli interessi pubblici settoriali si stanno numericamente riducendo sempre più, è evidente che il conflitto può verificarsi più facilmente tra interessi generali primari, tanto più che il disegno federalista dello Stato e il decentramento amministrativo favoriscono una irregolare divisione dell'interesse pubblico generale, cioè una frammentata dislocazione in capo ai molti soggetti esponenziali (Regioni, Province, Comuni, Comunità montane, aree metropolitane, ecc.), secondo il principio di sussidiarietà, il che può agevolare forme di irresponsabilità, di illegittimità e di scorretta gestione delle pubbliche risorse, oltre che di conflitto di amministrazione vero e proprio.

Va altresì segnalato che la nuova dimensione europea sembra imporre una reductio ad unitatem di tutti i vari ed eterogenei interessi pubblici per consentire un'adeguata rappresentazione a livello comunitario, il che si proietta favorevolmente anche sul piano processuale della tutela (v. infra).

I conflitti di amministrazione si verificano per lo più a livello costituzionale.

Se il conflitto attiene a violazioni di norme di rilievo costituzionale, il rimedio previsto dall'ordinamento è il conflitto di attribuzione devoluto alla cognizione della Corte Costituzionale.

## Conflitto di competenza e conflitto di attribuzione
Il conflitto di competenza si verifica quando i soggetti in conflitto appartengono allo stesso potere dello Stato, anche se, come già detto, quando avviene tra organi giurisdizionali si suole parlare di conflitto di giurisdizione.
Il conflitto di attribuzione si verifica, invece, quando i soggetti in conflitto appartengono a diversi poteri dello Stato.
La patologia nel rapporto tra organi/funzioni deve ascriversi alla categoria amministrativistica del "Vizio di competenza" (secondo la usuale tripartizione: Violazione di legge, eccesso di potere, incompetenza).
La ragione di siffatto inquadramento va reperito negli effetti concreti della violazione di attribuzioni o competenze, che si risolve sempre in un problema (concreto) di competenza.
Si parla di "attribuzione", infatti, solo sul piano della fisiologia dell'amministrazione, ovvero su un piano positivo.
Sul piano giudiziale e processuale, "attribuzione" si tramuta in "competenza".
Deriva che il concetto di "attribuzione" deve ritenersi una specificazione di particolare interesse scientifico del vasto e antico ambito della "competenza".

## Conflitto di competenza tra Stato e Regione
Il conflitto di competenza fra Stato e Regione può sorgere (v. sentenza Corte Cost. n. 472 del 1995) allorché un atto, dello Stato o di una Regione, sia invasivo dell'altrui sfera di competenza ed allorché l'invasione della competenza sia compiuta immediatamente e direttamente con quell'atto, ed esso, qualora sia preceduto da altro che ne costituisca il precedente logico e giuridico, sia nei confronti dello stesso, autonomo, nel senso che non ne ripeta identicamente il contenuto o ne costituisca una mera e necessaria esecuzione.

Sul punto, la Corte Costituzionale ha precisato che c'è conflitto tutte le volte che un atto statale invade la sfera di competenze regionali: poiché la riserva di legge vale solamente con riguardo a materie di diretta spettanza regionale, per la Corte niente nell'ordinamento esclude che la fonte regolamentare possa investire materie di competenza statale delegate alle Regioni, in quanto la cura dell'interesse pubblico appartiene in via esclusiva all'ente territoriale solo per le materie di "competenza propria".

N.B. La sentenza della Corte Cost. n. 471 del 1995 traccia la linea di demarcazione tra ricorso in via principale e conflitto di attribuzione.

Circa l'atto invasivo, che determina cioè una invasione di competenza, occorre distinguere le ipotesi di:
1. atti (confermativi, esplicativi, esecutivi) meramente conseguenziali al precedente fondamentale atto (decisivo ai fini della decorrenza dei termini),
2. atti infraprocedimentali, caratterizzati da una propria autonomia che giustifica una differenziata decorrenza dei termini, da riferirsi rispettivamente a ciascun atto infraprocedimentale.

Principio generale è quello per cui, ai fini dell'ammissibilità dei conflitti di competenza, è indispensabile l'interesse ad agire, la cui sussistenza è necessaria e sufficiente a conferire al conflitto gli indispensabili caratteri della concretezza e dell'attualità, non potendo la Corte essere adita a scopo meramente consultivo, per pronunciarsi, cioè, su astratte formulazioni di ipotesi.

Importanti corollari del principio si danno nel caso in cui l'atto invasivo sia di natura regolamentare.

Non può negarsi che un atto normativo –per sua natura generale ed astratto in quanto preveda obblighi immediati e diretti a carico del ricorrente–, integri di per sé un comportamento idoneo a far insorgere nel ricorrente l'interesse alla eliminazione del pregiudizio che, a suo avviso, ne deriva alle proprie attribuzioni costituzionali; e ciò senza che occorra attendere il concreto esercizio delle medesime in relazione ad un caso specifico (quasi a voler applicare anche nei giudizi sui conflitti il requisito della "rilevanza" tipico dei giudizi incidentali), condizione non richiesta dall'ordinamento per l'insorgere di un conflitto di attribuzione.

L'interesse non viene meno nel caso in cui il ricorrente (che è sempre un potere pubblico) sia fornito del potere di disapplicazione dell'atto. Infatti è decisivo rilevare che il suo eventuale esercizio non sarebbe comunque idoneo a far venir meno l'interesse del ricorrente all'annullamento dell'atto impugnato, da cui soltanto conseguirebbe la piena ed effettiva reintegrazione della propria sfera di attribuzioni asseritamente lesa (Corte Cost. sentenza n. 420/95).

La Corte, nella sentenza n. 406/89, ha affermato che in linea di principio il conflitto di attribuzione tra i poteri dello Stato non può essere ammesso contro una legge o un atto equiparato, dal momento che per tali atti, in posizione di preminenza tra le fonti del diritto, il sistema di garanzia costituzionale è incentrato sul giudizio incidentale.
Se il conflitto attiene a organi gerarchicamente ordinati, la soluzione è di regola rimessa all'organo superiore o comunque sovraordinato (es. nel conflitto di poteri tra Ministri, la soluzione è rimessa ad una deliberazione del Consiglio dei ministri), ma l'ordinamento appresta anche strumenti amministrativi "negoziati", cioè la conferenza, le convenzioni, e gli accordi tra p.a. (cfr. C. Stato, sez. V, 5 novembre 1997, ord. n. 1622, che ha ritenuto la necessità di far ricorso alla conferenza di servizi di cui al d.p.r. n. 383/1994 per la localizzazione di opere d'interesse statale non conformi alle previsioni degli atti di pianificazione territoriale vigenti, ed in caso di mancato raggiungimento dell'unanime consenso delle amministrazioni interessate, la necessità di dar corso al procedimento per l'intesa Stato-Regioni disciplinata dall'art. 81 d.P.R. 616/1977).